# Mode Gakuen Cocoon Tower
Der Mode Gakuen Cocoon Tower (japanisch モード学園コクーンタワー, Mōdo gakuen kokūn tawā) ist ein 204 Meter hoher Wolkenkratzer mit insgesamt 50 Stockwerken. Er steht im Stadtteil Nishi-Shinjuku im Bezirk Shinjuku der japanischen Hauptstadt Tokio. Das von den Brüdern Kasuya beauftragte Architekturbüro war Tange Associates, das Paul Noritaka Tange gehört, dem Sohn des berühmten Architekten Kenzo Tange. Mode ist ein französisches Lehnwort, das sich auf das darin untergebrachte Institut für Modeschöpfung bezieht.

## Funktion

Nishi-Shinjuku

Das Gebäude ist nach der Moskauer Lomonossow-Universität der zweithöchste Wolkenkratzer der Welt, in dem ausschließlich Bildungseinrichtungen vorzufinden sind. In dem Hochhaus sind unter anderem drei große Berufsschulen untergebracht: die Tōkyō Mode Gakuen (東京モード学園, dt. „Modeschule Tokio“), die IT-Berufsschule HAL Tōkyō (HAL東京 für Informatik und Robotik) und die Shuto Ikō (首都医校, dt. „Hauptstadt-Medizinschule“ für Krankenpfleger). Darüber hinaus gibt es weitere Ausbildungen wie etwa für Fotografen, Friseure und Auto-Designer. Rund 10.000 Schüler können hier von Mode Gakuen, dem größten japanischen privaten Träger von Berufsfachschulen ausgebildet werden. Die Mode Gakuen School Corporation (学校法人モード学園) betreibt weitere Schulen in Tokio, Nagoya (Mode Gakuen Spiral Towers), Osaka und Paris (Creapole).
In einem eiförmigen Hörsaal mit 1.000 Plätzen neben dem Hochhaus werden Vorlesungen, aber auch für die Öffentlichkeit zugängliche Vorträge gehalten. Aufgrund dieser Offenheit gegenüber der Öffentlichkeit erlaubte die Stadtverwaltung den Bauherren eine größere Gebäudehöhe. Das oberste zugängliche Stockwerk enthält eine Lounge mit Ausblick über die Stadt.

## Konstruktion
Der Mode Gakuen Cocoon Tower wurde 2008 vollendet und gehörte 2012 zu den zwanzig höchsten Gebäuden in Tokio. Hunderte von diagonal angeordneten und betongefüllten Stahlträgern stützen die drei Seiten des spindelförmigen Gebäudes. Dadurch soll eine höhere Stabilität gegenüber Erdbeben erreicht werden. Zusätzliche lichtdurchlässige Zierbänder, die in zufälliger Anordnung an der Fensterfront angebracht wurden, erzeugen den Eindruck eines Kokons. Der Architekt Tange begründete seine Wahl des Zusatznamens Cocoon Tower für das Gebäude auch mit einer symbolischen Schutzfunktion für die jungen Fachschüler.
Die Konstruktion des Hochhauses wird durch die freiliegenden Decken und Stahlträger klar erkennbar.
Auf jeder Etage sind je drei Klassenzimmer um den inneren Kern herum angeordnet. Der Kern des dreiseitigen Gebäudes enthält Aufzüge, eine Treppe und einen Lastenaufzug. Auf allen drei Seiten befinden sich atrium-artige Schulhöfe mit 20 m hohen Glasfassaden. Die Inneneinrichtung wie auch die Konstruktion kreierte das Architekturbüro in Absprache mit dem Schulträger. Vom Bahnhof Shinjuku aus führt ein direkter unterirdischer Zugang in das Foyer des Gebäudes, das sich im Stadtteil Shinjuku-West befindet, in welchem bisher die meisten Hochhäuser Tokios errichtet worden sind.

## Auszeichnungen
- 2008: Skyscraper of the Year Award von Emporis [5]
- 2012: International Highrise Award [6]

## Film
- Mode Gakuen Cocoon Tower, Tokyo. Dokumentarfilm, Deutschland, 2012, 26 Min., Buch und Regie: Joachim Haupt und Sabine Pollmeier, Produktion: Parnass Film, ZDF, arte, SBS, Reihe: Faszination Wolkenkratzer, Erstsendung: 30. September 2012 bei arte, Inhaltsangabe von ARD.